# Ánir
Ánir [ˈɔanɪɹ], ook Ánirnar [ˈɔanɪɹnaɹ] (in het Deens: Åerne) is een dorp op de Faeröer op het noordelijke eiland Borðoy.

## Algemeen

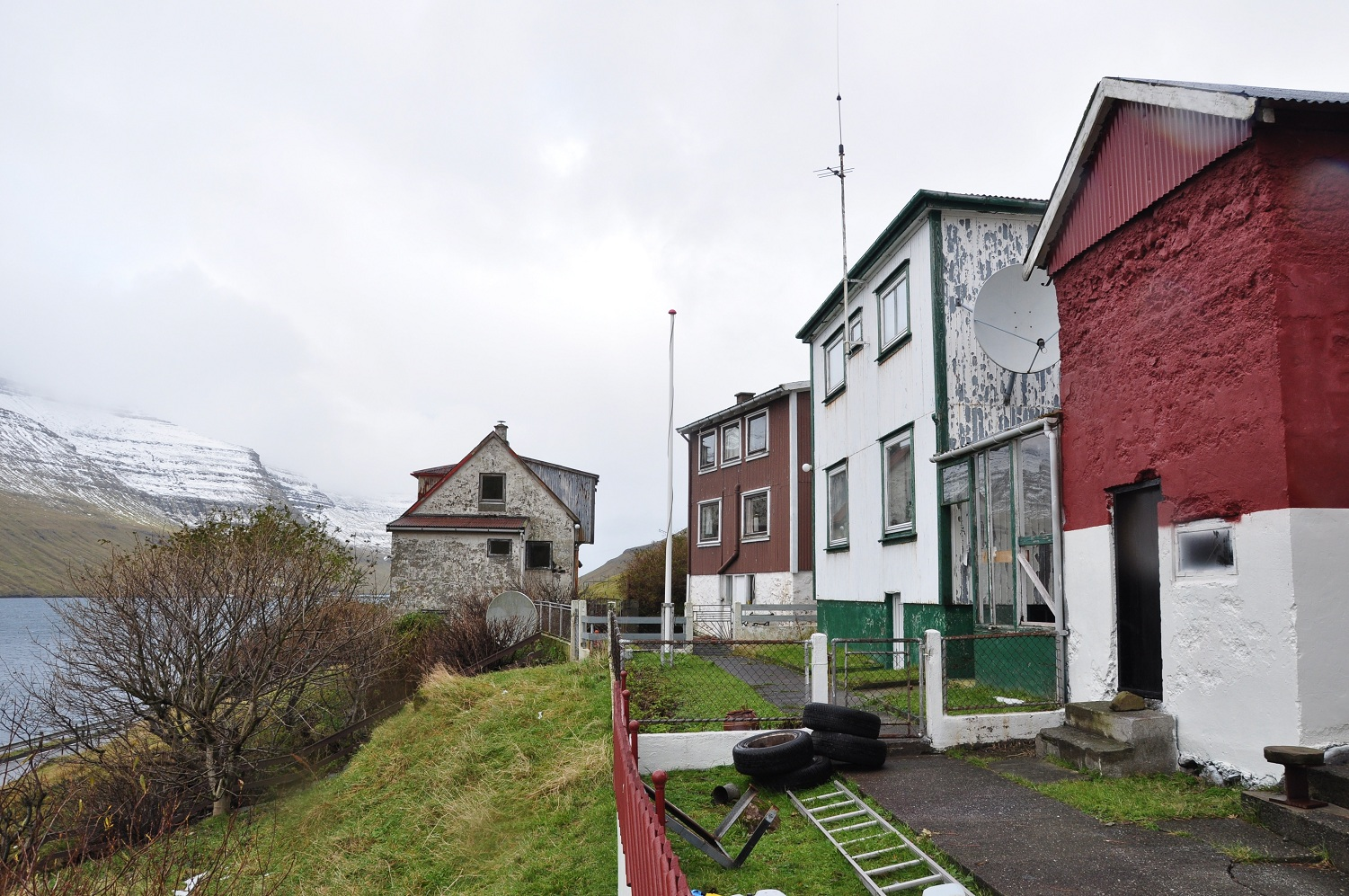
Ánir

Ánir ligt op de westkust van Borðoy, ongeveer 3 km ten noorden van Klaksvík, de regionale hoofdstad van de noordelijke eilanden en werd gesticht in 1840 toen er door de toenemende bevolking behoefte was aan meer landbouwgrond. Tegenover het dorp ligt de zuidpunt van het eiland Kunoy. De weg door Ánir loopt door tot Strond en steekt dan de dam over naar het eiland Kunoy en naar de dorpen Haraldssund en Kunoy. Hoog boven Ánir bevindt zich de ingang van een tunnel naar Árnafjørður, vanwaar een weg doorloopt naar het eiland Viðoy.
Op 1 januari 2010 had Ánir 15 inwoners, waarvan 1 kind. De oudste inwoner was toen 82. De postcode is FO-726. Ánir behoort tot de gemeente Klaksvík. Ánir telt twee straten: de vier huizen van het oorspronkelijke gehucht (op de bijgaande foto's) liggen langs de hoofdweg naar Kunoy, de Ánavegur. In 2009 werden 15 moderne villa's gebouwd langs een nieuw aangelegd straatje genaamd Edmundstrøð.
Het Faeröerse woord ánir is een zeldzame vorm van vánir en betekent „prognoses, vooruitzichten, hoopvolle verwachtingen“.

## Opgeslokt door Klaksvík?

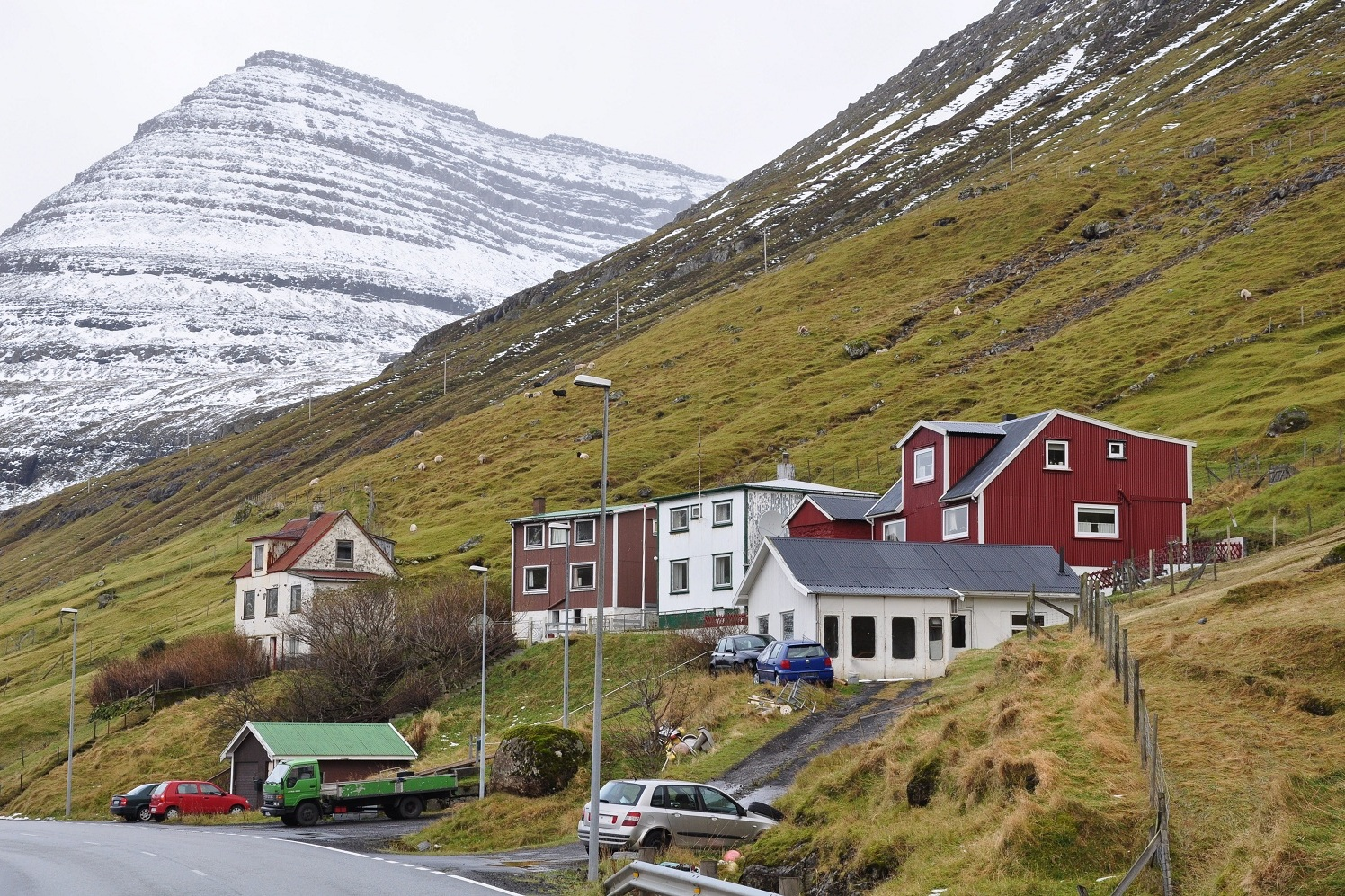
Oude kern van Ánir met de Vegghamar (700 m)

De oude kern van Ánir bestaat uit de kleine cluster van huizen op de foto's bij dit artikel. Aan dit rustieke en min of meer pittoreske aspect van Ánir kwam een einde toen in 2005 de nieuwe goederenhaven van Klaksvík (ook wel de Ánir Container Terminal of Norðhavnin genoemd) recht voor het dorp werd gebouwd. Deze haven heeft 200 m kades van 12 m diep, een containeropslagplaats van 30.000 vierkante meter, een koelhuis en een 30 m brede roll-on/roll-off steiger. Ook een ander onroerend goed-project, nl. de bouw van 15 moderne villa's in een apart wijkje aan de Edmundstrøð bij de ingang van het dorp heeft het aanzicht van Ánir geschonden (zie foto's hier en hier). Gesteld kan worden dat Ánir opgeofferd is voor de groei van Klaksvík en nu tot de buitenwijken van Klaksvík behoort. Momenteel (2011) ziet het "oude Ánir" er half verlaten en verwaarloosd uit. Er ligt veel afval en kapotte auto's staan her en der geparkeerd. Er zijn geen winkels of andere faciliteiten.
De uitbreiding van de haven van Klaksvík in de afgelopen jaren is een direct gevolg van de opening in 2006 van een onderzeese tunnel tussen Borðoy en de hoofdeilanden van de archipel. Deze tunnel bracht nieuwe economische kansen voor de stad.
Zo heeft de haven van Klaksvík onlangs een contact getekend met de Smyril Line over het gebruik van Ánir als een alternatieve haven voor de ferry Norröna.